# Leszek Węglarz
Leszek Węglarz (ur. 10 kwietnia 1966 w Kaliszu) – polski szachista, mistrz międzynarodowy od 2003 roku.

## Kariera szachowa
Jest dwukrotnym mistrzem Polski juniorów: w 1983 r. zdobył w Katowicach złoty medal w kategorii do 17 lat, natomiast rok później zwyciężył w Poznaniu w kategorii do 20 lat. Na przełomie 1984 i 1985 roku reprezentował Polskę w mistrzostwach Europy juniorów do 20 lat w Groningen. Pięciokrotnie zdobył medale drużynowych mistrzostw Polski: dwa złote (Międzybrodzie 1985, Krynica 1988), srebrny (Jachranka 1987) oraz dwa brązowe (Lubniewice 1998, Głogów 2001). Był również pięciokrotnym medalistą drużynowych mistrzostw Polski w szachach błyskawicznych: trzykrotnie złotym (Bydgoszcz 1984, Głogów 1994, Łuków 1996) oraz dwukrotnie srebrnym (Bydgoszcz 1987, Poznań 1997) –  wszystkie w barwach klubu "Pocztowiec" Poznań. Dwa razy wystąpił w finałach mistrzostw Polski mężczyzn, nie osiągając jednak sukcesów (Gdańsk 1994 – XIV m. oraz Warszawa 1995 – XVI m.).
W 1995 r. podzielił III miejsce w otwartym turnieju w Litomyślu. W 2000 r. zwyciężył w marcowej edycji cyklicznego turnieju First Saturday w Budapeszcie (turniej C), podzielił również II miejsce w kolejnym turnieju kołowym, rozegranym w Kőszegu. W 2002 r. podzielił II miejsce w otwartym turnieju w Bernie. W 2003 r. zwyciężył w openie rozegranym we Frydku-Mistku.
Najwyższy ranking w karierze osiągnął 1 lipca 1999 r., z wynikiem 2400 punktów zajmował wówczas 41. miejsce wśród polskich szachistów.